# Српска православна црква у Врбасу
Српска православна црква у Врбасу је саграђена 1738. године, под заштитом је државе и има статус споменика културе у категорији непокретних културних добара од великог значаја.
Црква је посвећена празнику Ваведењу Пресвете Богородице, а грађена је у барокном стилу као једнобродна грађевина са полукружном олтарском апсидом, исте висине као и наос, и правоугаоним певничким просторима. Унутрашњи простор је подељен на четири травеја прислоњеним пиластрима, који се понављају и на фасадама. Западно прочеље надвисује двоспратни звоник, изнад улазног портала кога истичу масивни пиластри са удвојеним капителима какви се срећу и на подужним фасадама. Прозорски отвори су правоугаони, са изузетком окулуса изнад главног портала. 
Градња је завршена 1744. године, када је и тронисана.  
На место старијег иконостаса, изгорелог у Буни 1848. године, за који је сликану декорацију извео иконописац Јован Исаиловић, постављен је нови 1862. године. Иконостас је израдио мајстор Јован Кистнер, позлатио Никола Димшић, а осликао Јован Клајић у духу назаренског сликарства.
Иконе су сликане на платну а потом каширане на дрвене даске.
Црквена Звона су изливена 1737. године. Велико и мало звоно су реквирирани 1916. године у ратне сврхе. Мало звоно које је остало, служило је све до 1924. године, када су купљена нова. 
Унутрашњост цркве је била и раније осликавана, а последње фрескописање је урадио Димитрије Риђички 1982. године. 
На спољним зидовима цркве узидано је неколико надгробних споменика. Међу њима се истиче спомен обележје свештеника Симеона Којића и супруге Макрене. На предњој фасади такође се налази мермерна плоча са натписом погинулих староврбаских војника у Првом светском рату. 
У порти цркве налази се биста Арсенија Чарнојевића који се у време велике сеобе, по предању, зауставио на том месту.